# Praon flavicorne
Praon flavicorne är en stekelart som beskrevs av Jaroslav Stary 1971. Praon flavicorne ingår i släktet Praon och familjen bracksteklar. Arten är reproducerande i Sverige. Inga underarter finns listade i Catalogue of Life.